# 泛阿拉伯顏色
泛阿拉伯顏色起源于阿拉伯大起義旗，廣泛被阿拉伯國家選為國旗的顏色。包括了紅、黑、白、綠四色。